# Róża spękań
Róża spękań – metoda, która przedstawia graficzne rozmieszczenie częstości występowania kierunków spękań. Zaletą tej metody jest proste i szybkie wykonanie. Ze względu, że jest to projekcja dwuwymiarowa, jeden z wyników jest zaniedbany (np. kąt zapadu). Róże spękań wykonuje się na podstawie tabeli. Wyniki dla tabel opracowane są wcześniej na podstawie przeprowadzonych pomiarów w kopalni, wykonanych na danej ścianie skały.
Róże spękań przedstawia się za pomocą diagramu promienistego lub rozetowego.